# 車犂單于
车犁单于，挛鞮氏，原为匈奴右奧鞬王（奧鞬为康居五小王之一），日逐王先贤掸之兄，為亞洲古匈奴的君主之一。
西汉宣帝元凤元年（前57年）奉屠耆单于之命与乌藉都尉各率兵二万驻屯东方，防备呼韓邪單于，因屠耆单于杀右贤王父子、唯犁当户，发生内讧，他乘机自立，号车犁单于；与屠耆单于、呼韩邪单于、呼揭单于、烏籍單于形成五单于分立局面。旋即被屠耆单于击败，率部退走西北，后受到呼揭、乌藉等拥戴，拥兵四万，势力复振，不久又为屠耆单于所败；退走西北。元凤二年，屠耆单于被呼韩邪单于打败自杀，他投降于呼韩邪单于。

## 影視形象
- 2006年电视剧《昭君出塞》：王瑞岩饰演車犂單于